# Estación de Barca de Alba
Barca de Alba (en portugués, Barca d'Alva) es una estación de ferrocarril situada en la localidad portuguesa de Barca de Alba, en el municipio de Figueira de Castelo Rodrigo. Antiguamente constituía el final de la línea del Duero y el enlace con la línea La Fuente de San Esteban-Barca de Alba que venía de España, por lo que tuvo un carácter de estación fronteriza. En la actualidad se encuentra fuera de servicio, tras su cierre por las autoridades lusas en 1988.

## Situación ferroviaria
La estación, situada a 674 metros de altitud, forma parte del trazado de las siguientes líneas férreas:
- Línea del Duero, punto kilométrico 199,650.
- Línea La Fuente de San Esteban-Barca de Alba, punto kilométrico 78,155.

## Historia
El tramo entre las estaciones de Côa y Barca de Alba de la línea del Duero fue abierto al tráfico el 9 de  diciembre de 1887. Esta prolongación buscaba conectar el trazado con los ferrocarriles españoles a través de la línea La Fuente de San Esteban-Barca de Alba, que también fue inaugurada en la misma fecha. Debido a ello, en Barca de Alba se construyó una estación ferroviaria de carácter fronterizo, que disponía de servicios de aduanas, cocheras de locomotoras y muelle de mercancías. 
A finales de 1901, el director de la División de Miño y Duero de los Companhia Real dos Caminhos de Ferro Portugueses preveía introducir vagones de primera clase en los servicios entre esta estación y Oporto. En 1903, la Ruta Real n.º 53 (posteriormente designada Ruta Nacional 221) todavía no contaba con un puente para cruzar el Duero en Barca de Alba. El puente acaba siendo terminado en 1905 y se aprueban obras de reparación de la Ruta Nacional 221 entre el puente y Freixo de Espada à Cinta.

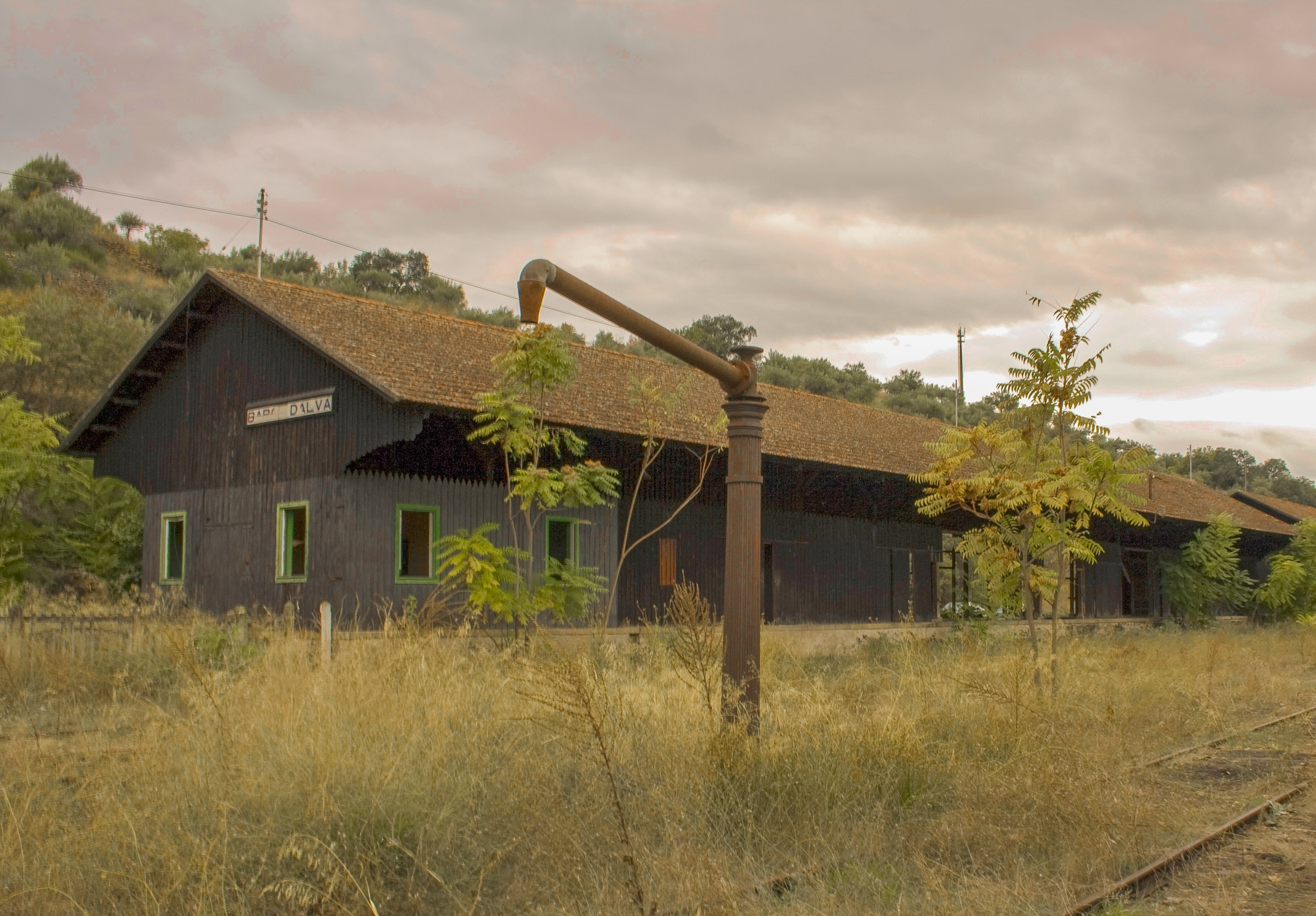
Muelle de mercancías en 2011

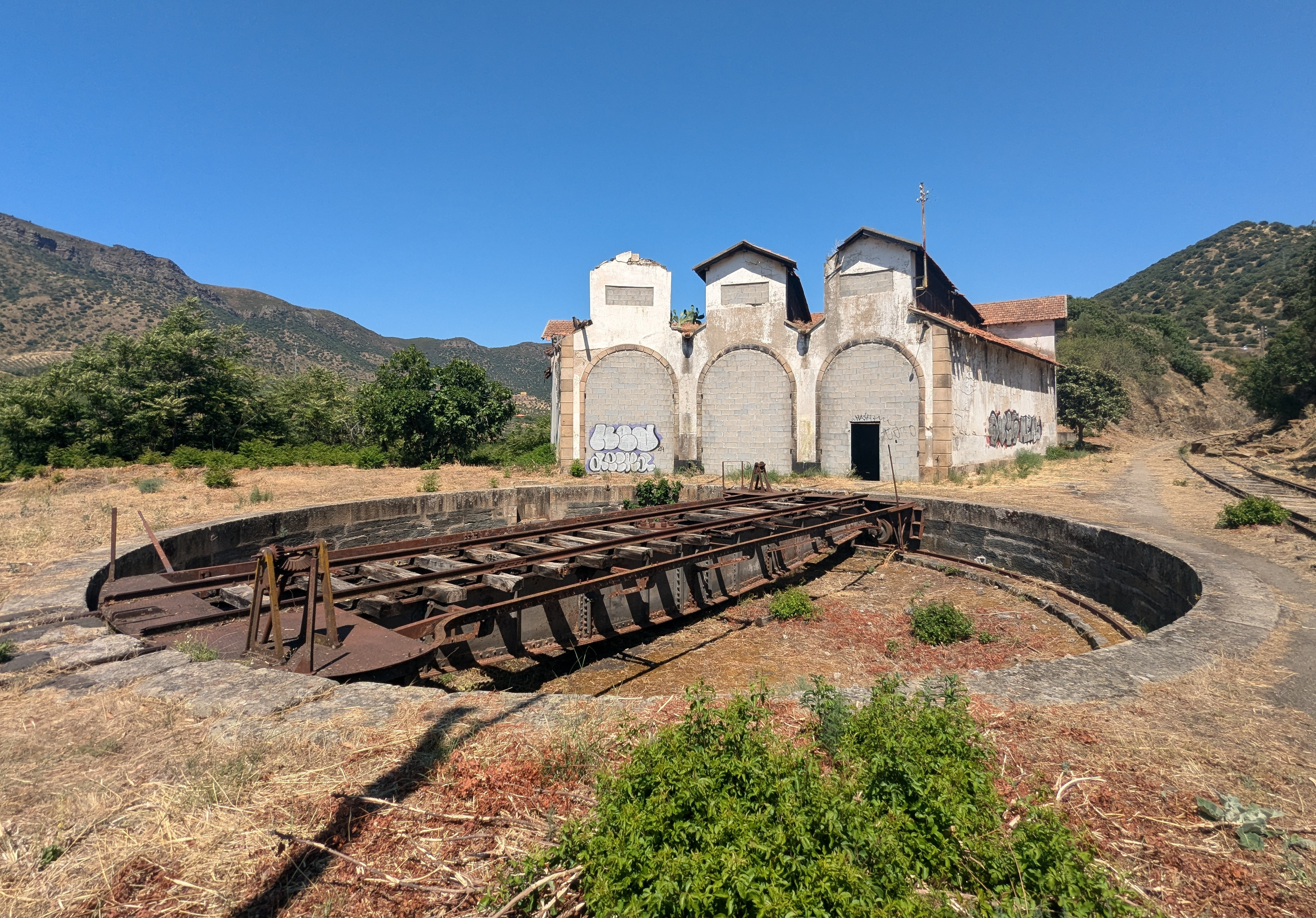
Las cocheras en 2024

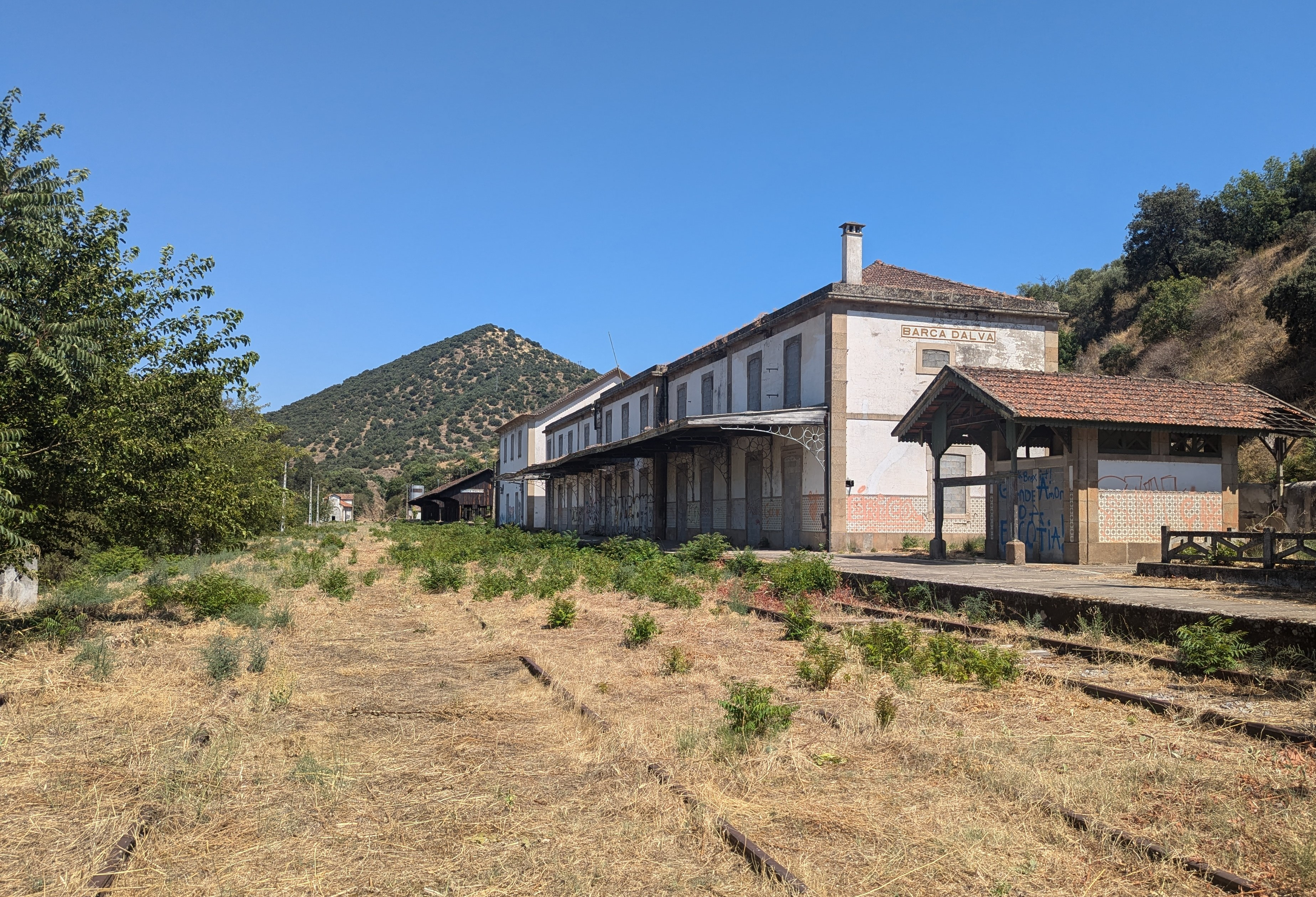
La estación en 2024

En 1933 fueron efectuadas varias obras de reparación y mejora en el edificio de pasajeros de esta estación.

### Declive y clausura
En 1984 el Estado español decidió clausurar, entre otras conexiones ferroviarias, la línea línea La Fuente de San Esteban-La Fregeneda, lo que de este modo supondría dejar sin servicios al tramo internacional entre esta última localidad y Barca de Alba. El cierre de la línea fue ratificado el 1 de enero de 1985. Debido a ello, y tras varios años en servicio, en 1988 las autoridades portuguesas desactivaron el tramo entre Pocinho y Barca de Alba de la línea del Duero, quedando la estación abandonada.

## Servicios ferroviarios
La estación no cuenta con servicios de pasajeros o mercancías, aunque antes de su desactivación en 1988 recibía servicios semi-directos y directos.